# Asplenium orellii
Asplenium orellii är en svartbräkenväxtart som beskrevs av Lovis och Reichst. Asplenium orellii ingår i släktet Asplenium och familjen Aspleniaceae. Inga underarter finns listade.